# Lepanthes micropetala
Lepanthes micropetala är en orkidéart som beskrevs av Louis Otho Otto Williams. Lepanthes micropetala ingår i släktet Lepanthes och familjen orkidéer. Inga underarter finns listade i Catalogue of Life.